# Killing Zoe
Killing Zoe es una película de 1993 escrita y dirigida por Roger Avary.

## Argumento
La película gira en torno a un ladrón de cajas fuertes americano llamado Zed que vuela a Francia para ayudar a un viejo amigo de la infancia, Eric, a dar un golpe en un banco. Cuando llega a París y va de camino a su hotel, un taxista le ofrece a Zed los servicios de una "call girl", los cuales él acepta. Cuando abre la puerta de su habitación del hotel, Zed se encuentra a una adorable parisina llamada Zoe. Zed y Zoe hacen muy buenas migas y se dan cuenta de que, además de a nivel sexual, conectan en muchas otras cosas.
Pero su idilio se ve interrumpido bruscamente cuando Eric irrumpe en la habitación de Zed, echa de la habitación a Zoe, aún desnuda, y arrastra a Zed fuera para que conozca la banda. Eric les explica el plan: el día siguiente es el Día de la Bastilla y todo estará cerrado excepto el banco que planean robar, que es un banco de empresas y abre incluso los días festivos. 
Ese día, armados hasta los dientes y siguiendo el plan de Eric ("Entramos, cogemos lo que queremos y nos largamos"), la banda irrumpe en el banco tomando a todo el mundo como rehenes, incluida Zoe que, durante el día, trabaja como secretaria en dicho banco. La tensión alcanza un punto altísimo, los atracadores pierden el control de la situación con los rehenes, los cadáveres van en aumento y con la policía rodeándoles, el maníaco de Eric le pone la pistola en la cabeza a Zoe en un último esfuerzo desesperado por escapar... ahora Zed debe decidir de qué lado está.

## Reparto
- Eric Stoltz ...  Zed
- Julie Delpy ...  Zoe
- Jean-Hugues Anglade ...  Eric
- Tai Thai ...  François
- Bruce Ramsay ...  Ricardo
- Kario Salem ...  Jean
- Salvator Xuereb ...  Claude
- Gary Kemp ...  Oliver
- Cecilia Peck ...  Martina
- David Richard Thompson ... Burnt Vault Guard